# كلو ترامب
كلو ترامب هو حفيد ترامب التاني وولد في عام 2008 وهو الآن في الثانوية و يسكن مع جده في البيت الأبيض و لايزال يبحث عن عمل و لديه ام و اب لكنهم يخافون عليه و هو مسيحي الديانة و جنسيته امريكاني و لديه بيوت بأسمه و ليس متزوج الي الان و لديه اخوات كثيره و أيضا هو الآن يعيش في واشنطن في حي فخم و كبير و يدرس في مدرسة خاصة و لديه اخت تؤام و فقط و هو غني جدا